# Нада-йога
Нада-йога (санскр. nāda yoga, नादयोग, «йога звука») — это современный термин, который обозначает совокупность древних практик в традиции индуизма, а также техники звуковой медитации, направленные на внутреннюю трансформацию и духовный рост посредством звука, или нада. В академической литературе этот термин часто рассматривается как способ категоризации древних практик. Фундаментальные идеи практик йоги со звуком, а также их отдельные методы, можно проследить в древних текстах, таких как Веды, Упанишады и Тантры.
Нада-йога формирует основу для большого разнообразия техник звуковой медитации. В зависимости от индивидуальных целей, эти техники используются как средство для терапии и релаксации или как способ достижения медитативных состояний.

## Этимология
Слово на́да (санскр. नाद, IAST: nāda, «звук», «тон», «голос», «резонанс», «универсальный пульс жизни» или «текущий поток сознания») — понятие в йоге, обозначающее внутренний звук, тонкую звуковую вибрацию; йога (युज्) происходит от санскритского корня ‘Yuj’ - "соединяться" или "объединяться", что означает «единение посредством звука» или йога звука.

## Основные принципы и практика
В нада-йоге выделяют два типа звука: внешний (ахата) и внутренний (анахата); основная цель практик заключается во внимательном слушании и переходе от внешних звуков к внутренним. По мере сосредоточения восприятия на внутренних звуках, концентрация на внешних звуках уменьшается, позволяя уму быть тихим в такой степени, чтобы был слышен внутренний звук анахаты, не связанный с органами чувств. Этот процесс ведет к её раскрытию, усилению самосознания и пробуждению.
Методы нада-йоги основаны на использовании как лингвистических звуков, так и нелингвистических. Они включают работу с внешними слышимыми звуками, а также с внутренними - трансцендентными.
Лингвистические звуки — это звуки, имеющие значение в контексте речи и языка. Они содержат мантры (священные слова или фразы, такие как "Ом"), джапы (повторение мантр или других священных звуков) и пение (вокальные упражнения, часто используемые в медитации и религиозных ритуалах).
Нелингвистические звуки — это звуки, которые не связаны с конкретными словами или значениями в языке. Они используются для создания вибраций и резонансов, оказывающих терапевтический и медитативный эффект. Примеры таких звуков включают реверберацию и утонченные звуки (звуки музыкальных инструментов, таких как колокола или поющие чаши, изменение диапазона игры струнного инструмента), природные звуки (шум воды или ветер), вибрационные звуки, возникающие при дыхательных упражнениях, носовом или горловом гудении и т.д.
«Наблюдайте, как долго вы можете слышать резонанс колокола... Даже когда фактический звуковой резонанс исчезает, продолжайте осознавать очень тонкую ноту в вашем ухе»
Техники нада-йоги также называют медитацией на внутренний звук, они могут состоять из комбинаций этих звуков и адаптироваться под индивидуальные потребности практикующего.

## Звук в древних текстах индуизма
Древние тексты индуизма описывают различные виды и практики, связанные со звуком (нада):
- Хамса-упанишада: Существует десять видов звуков: чини, чини-чини, звук колокола, звук раковины, звук тантири (лютня), звук тала (цимбалы), звук флейты, звук бхери (литавры), звук мриданги (двухсторонний барабан), звук облаков (гром). Можно услышать десятый звук без первых девяти через инициацию Гуру.

- Надабинду-упанишада: Практика постоянного слушания звука (нада) в правом ухе ведет к тому, что звук становится тоньше и поглощает все внешние звуки (дхвани). Сначала звук напоминает звук океана (джала), облака (джимута), литавры (бхери) и водопада (нирджхара). Позже нада напоминает звук барабана (мардала, или маленького барабана), большого колокола (ганта), военного барабана (кахала), звенящего колокольчика (кинкин), бамбуковой флейты (вамса), арфы (вина) и пчелы (бхрамара).[24]

- Даршана-упанишада: Процесс, при котором прана поступает в брахмарандру (локализуется в области родничка, на макушке), откуда производятся звуки, напоминающие звук взрыва раковины (санкха-дхвани) и раската грома (мегха-дхвани). В момент, когда звук достигает середины головы, он напоминает рев горного водопада (гири-прашравана). Этот момент характеризуется проявлением атмана и достижением познания божественного, что ведет к освобождению от мирских привязанностей.[25]

- Шива-самхита: Закрытие ушей большими пальцами способствует восприятию мистических звуков: жужжание пчелы (матта-бхрnga), звук флейты (вену), вины. Постоянная практика постепенно приводит к слышанию звуков колоколов (ганта) и грома (мегха).[26][27]

- Хатха-йога прадипика: «Когда узел Брахмы (Брахма-грантхи «узел Брахмы» локализован в муладхара-чакре) в сердце пронзается пранаямой, тогда в пустоте сердца ощущается счастье, и в теле слышны звуки анахаты, похожие на звуки украшений. Узел Вишну (Вишну-грантхи, Узел Вишну локализован в анахата-чакре) в горле пронзается, что сопровождается высшим наслаждением, затем в горле возникает звук бхери. На третьей стадии звук барабана возникает в шунье между бровями, а затем вайю направляется в махашунью, обитель всех сиддхи. Когда узел Рудры (Узел Рудры, (Рудра-грантхи).находится в межбровье (аджна-чакра).) пронзается и воздух входит в пространство между бровями, возникает звук флейты. На первой стадии звуки нарастают, напоминают удары литавр и звенящие звуки. В промежуточной стадии они похожи на звуки раковины, мриданги, колокольчиков. В последней стадии звуки напоминают звуки звона, флейты, вина, пчелы и т. д..»[28]

- Горакша-Шатака: также содержит стих с перечнем этих десяти звуков[29], слышимых йогином; он совпадает с перечнем звуков из Надабинду-Упанишады[30].

- Гхерамда-самхита: «говорится о тридцати двух сидячих позах (асаны), двадцати пяти положениях рук (мудры), восьми видах дыхательных упражнений (пранаяма) и двенадцати внутренних звуках, которые слышит йогин[31]: Тогда он будет слышать различные внутренние звуки в своем правом ухе (karne nadam). Первый звук будет подобен звуку сверчков (jhinjhi), затем звуку флейты (vaimsi), затем грому (megha), затем барабану (jharjhara), затем пчеле (bhramari), затем колоколам (ghanta), затем гонгам из бронзы (kam sya), трубам (turi), литаврам (bheri), мридангам (барабанам), военным барабанам (anaka) и дундубхи (разновидность литавры). Затем он воспринимает изначальный или "непроизвольный" Нада-Брахман (анахата-нада) в сердце.[32]»

## Роль музыки и звука в культуре
Музыка считалась важным инструментом в духовных практиках многих индийских творческих людей и мистиков, таких как Тьягараджа, Кабир, Мирабай, Намдев, Парватикар, Пурандар Даса и Тукарам. В священных писаниях индуизма упоминаются божества, являющиеся музыкантами и играющие на музыкальных инструментах, что подчёркивает значимость музыки и звуков в культурной и духовной индуистской традиции. Например, Кришна играет на флейте, Сарасвати играет на вине, а Ганеша - на барабанах табла.
В работах известных авторов, таких как Шри Ауробиндо, Рамакришна и Свами Шивананда подчеркивалось значение звуков в достижении глубокого сосредоточения и осознанности, ведущих к духовному росту. Информацию о "нада", ее структуре и методиках можно также найти в книгах современных исследователей и практиков, таких как Гай Бек, Эдвард Салим Майкл, Аджан Сумедхо и Руссиль Пол.

## Цитаты
Сватмарама, Хатха-йога Прадипика (4.65, 1.45, 4.101, 4.91, 4.92, 4.97, 4.98, 4.99, 4.20 )
«Шри Адинатха (Шива) дал 250 тысяч путей Лайи. Главный из них — путь Нада».
«Нет асаны, подобной сиддхасане, нет кумбхаки (способа задерживать дыхание), подобной Кевала, нет Лайи (растворения), подобной Нада (во внутреннем звуке)».
«Все, что слышимо в виде звука — это Шакти. Когда Таттвы не имеют формы — это достижение Парамешвары».
«Когда мысль, лишенная своей неустойчивой природы, связывается путами Нада, тогда достигается высшая сосредоточенность, а мысль становится подобной птице, лишенной крыльев.
Желающий достичь совершенства в йоге, должен оставить все мысли и полностью сосредоточится на звуке Нада».
«Огонь, поглощающий дерево, умирает вместе с деревом. Так и мысль, сосредоточенная на Нада, умирает вместе со звуком.
Как олень, испуганный звуком, останавливается и убивается охотником, так останавливается антахкарана».
«Нада подобен ловушке для поимке оленя (мысли). Подобно охотнику он убивает мысль.
Нада подобен столбу, к которому привязывают бродячую лошадь (мысль). Йогин ежедневно должен практиковать сосредоточение на Нада.
Подобно змее, очарованной звуками флейты, мысль, поглощенная Нада, не движется».
«Звуки из анахаты соединяются с Чайтаньей (осознаванием, лишенным концепций). Мысль поглощается и прекращается, лишенная своих объектов (паравайрагья). Это растворение (лайя), ведущее к высшему состоянию Вишну (Парампада)».